# Музей Паулиста

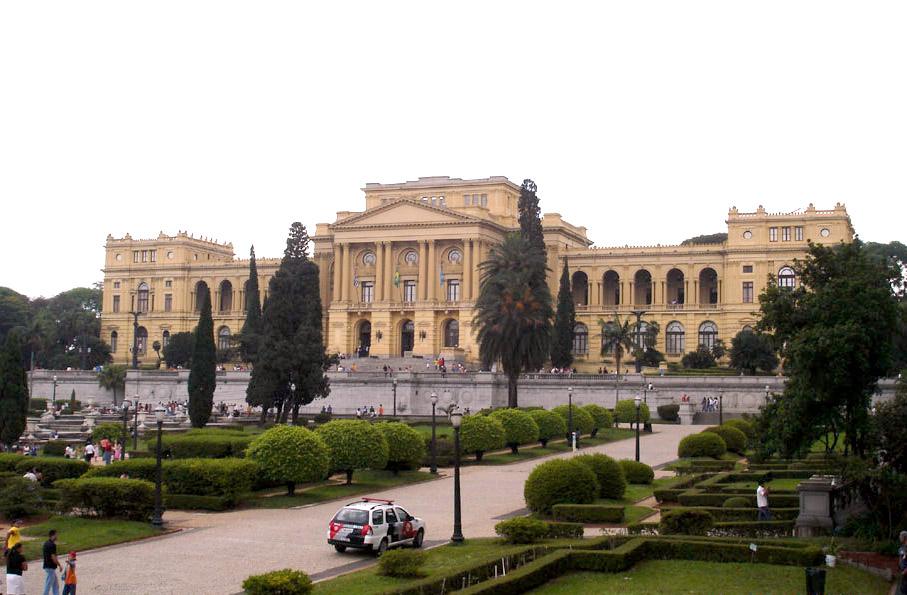
Музей Паулиста

Музей Паулиста (часто именуется как порт. Museu do Ipiranga) — исторический музей при университете Сан-Паулу, Бразилия.
Расположен неподалёку от реки Ипиранга, где в 1822 году император Педру I провозгласил независимость Бразилии. Через несколько месяцев после этого события жители страны предложили установить памятник на месте принятия декларации. Но лишь к концу XIX века, в 1884 году, был одобрен проект итальянского архитектора Томмасо Гауденцио Беззи — монументальное здание в эклектичном стиле.
Сегодня в музее Паулиста хранится большая коллекция мебели, исторических документов и вещей, связанных с имперской эпохой. Наиболее известное произведение искусства из коллекции музея — картина Педру Америку «Независимость или смерть!» (1888).